# Lista capitolelor din Naruto (Partea I)
Aceasta este o listă cu capitolele din seria manga Naruto partea I.
Partea I are 244 de capitole în 27 de volume. Perioada apariției în versiunea japoneză 3 martie 2000 - 4 aprilie 2005. Versiunea în engleză 6 august 2003 - 4 decembrie 2007

## Lista capitolelor

### Volumul 1
Volumul 1' a fost lansat  pe 3 martie 2000 iar versiunea în engleză a fost lansată pe 6 august 2003. Volumul 1 conține capitolele 1-7.
- "Uzumaki Naruto!"
- "Konohamaru"
- "Enter Sasuke!"
- "Hatake Kakashi!"
- "Pride Goeth Before a Fall"
- "Not Sasuke!"
- "Kakashi's Decision"

### Volumul 2
Volumul 2 a fost lansat pe 2 iunie 2000 iar versiunea în engleză a fost lansată pe 17 decembrie 2003. Volumul 2 conține capitolele 8-17.
- "You Failed!"
- "The Worst Client"
- "Target #2"
- "Going Ashore"
- "Game Over!!!"
- "Ninja!!"
- "The Secret Plan...!!!"
- "Return of the Sharingan"
- "Who Are You?!"
- "Preparations for Battle"

### Volumul 3
Volumul 3 a fost lansat pe 4 august 2000 iar versiunea în engleză a fost lansată pe 14 aprilie 2004. Volumul 3 conține capitolele 18-27.
- "Training Day"
- "The Emblem of Courage"
- "The Land That Had a Hero...!!"
- "A Meeting in the Forest...!!"
- "The Enemies Return"
- "Ambush Times Two!"
- "Speed!!
- "For Your Dreams...!!"
- "Sharingan Devastation!!"
- "Awakenings"

### Volumul 4
Volumul 4 a fost lansat pe 4 octombrie 2000 iar versiunea în engleză a fost lansată pe 3 august 2004. Volumul 4 conține capitolele 28-36.
- "Nine Tails...!!
- "Someone Precious to You"
- "Your Future is...!!"
- "To Each His Own Struggle..."
- "The Tools Called Shinobi"
- "The Bridge of the Hero!!"
- "Intruders?"
- "Iruka vs. Kakashi"
- "Sakura's Depression"

### Volumul 5
Volumul 5 a fost lansat pe 4 decembrie 2000 iar versiunea în engleză a fost lansată pe 7 decembrie 2004. Volumul 4 conține capitolele 37-45.
- "A Total Mismatch!!!"
- "On Your Mark"
- "The Challengers!!"
- "The First Test"
- "The Whisper of Demons"
- "To Each His Own"
- "The Tenth Question"
- "The Talents We Test For"
- "The Second Exam"

### Volumul 6
Volumul 6 a fost lansat pe 2 martie 2001 iar versiunea în engleză a fost lansată pe 5 aprilie 2005. Volumul 4 conține capitolele 46-54.
- "The Password is..."
- "Predator!!"
- "The Target is...!!"
- "Coward...!!"
- "I've Got to...!!"
- "Beauty is the Beast!!"
- "The Principles of Use!!"
- "Sakura's Decision!!"
- "Sakura and Ino"